# Николко, Евгений Григорьевич
Евгений Григорьевич Николко (9 мая 1944 — 23 ноября 2020) — советский спортивный деятель. Тренер мужской сборной команды России по гимнастике на Олимпийских Играх 1996, 2000 и 2004 годов.

## Биография
Родился в городе Николаевске Волгоградской области.
Начинал трудовую деятельность слесарем-ремонтником на Волгоградском заводе «Баррикады». Затем служил в Советской Армии.
Окончил Волгоградский институт физической культуры (1971).
С 1969 года работал слесарем-ремонтником на Волжском автомобильном заводе в городе Тольятти. Занимал должности от рабочего завода до директора специализированной детско-юношеской школы олимпийского резерва по спортивной гимнастике ОАО «АВТОВАЗ» (с 1972 года).
Е. Г. Николко является одним из основателей спортивной гимнастики на АвтоВАЗе и в городе Тольятти. За время своей трудовой деятельности Евгений Григорьевич подготовил одного заслуженного мастера спорта, 10 мастеров спорта СССР, свыше 30 кандидатов в мастера спорта и спортсменов первого разряда. Его воспитанники становились чемпионами и призёрами Олимпийских игр, чемпионатов мира, Европы и России. Главным результатом его многолетней работы явилась подготовка четырёхкратного Олимпийского чемпиона — Алексея Немова.
С 2005 по 2010 годы Николко работал в Центре спортивной подготовки сборных команд России в должности старшего тренера мужской сборной России по спортивной гимнастике.
До 23.11.2020 — инструктор-методист отделения гимнастики СДЮСШОР «Олимп» в Тольятти.

### Семья
- Жена — Николко Лидия Ивановна, учитель средней школы № 76 в Тольятти.
- Дочь — Ирина (род. 1971), тренер по шейпингу.

## Звания и награды
- Мастер спорта.
- Заслуженный тренер России по спортивной гимнастике (1993).
- Почетный гражданин г. Тольятти (2000).
- Награждён орденом Дружбы (1997) и орденом Почёта (2001)[2].
- Награждён почетным знаком «За заслуги в развитии Олимпийского движения в России».[3]